# Ковальов Валентин Олексійович
Валентин Олексійович Ковальов (10 січня 1944 року, Дніпропетровськ, УРСР, СРСР) — російський державний діяч, міністр юстиції Російської Федерації (1995—1997). Здобув популярність після «касетного скандалу». Засуджений до 9 років позбавлення волі умовно за розкрадання 9 мільярдів рублів.

## Біографія
Народився 10 січня 1944 року у Дніпропетровську.

## Звання
Закінчив юридичний факультет МДУ, Вищу школу державного управління ім. Д. Ф. Кеннеді Гарвардського університету (США), доктор юридичних наук, професор.
Працював на металургійному комбінаті та в конструкторському бюро ракетно-космічної техніки.
З 1976 по 1986 викладав і займався науковою роботою в Академії МВС СРСР. З 1986 по 1993 рік — професор Вищої юридичної школи та Юридичного інституту МВС СРСР/Росії. З 1992 по 1993 рік — генеральний директор Юридичного центру Фонду національної та міжнародної безпеки.

## Політична діяльність
У грудні 1993 року був обраний депутатом Державної Думи першого скликання за списком КПРФ, із січня 1994 року по січень 1995 року був одним із чотирьох заступників голови Державної Думи, із грудня 1994 року очолював штаб Державної думи щодо ситуації, пов'язаної зі збройним конфліктом у Чеченській Республіці, був членом Спостережної комісії з організації переговорного процесу з Чеченською республікою і головою об'єднаної тристоронньої комісії з прав людини в Чечні.
5 січня 1995 року був призначений міністром юстиції РФ. 10 січня 1995 року виключений із фракції КПРФ у Державній Думі за входження до уряду без погодження з фракцією.
2 липня 1997 року було звільнено з посади міністра після показу в ЗМІ компрометуючих матеріалів. Раніше в газеті «Цілком секретно» вийшла стаття Лариси Кислинської «А міністр голий». У статті йшлося про те, що в сейфі банкіра Аркадія Ангелевича, заарештованого 17 квітня, було виявлено відеокасету, на якій Ковальова знято з трьома повіями в сауні «сонцівського» ОЗУ (дівчат оплатило це саме ОЗУ). Запис було датовано 13 вересня 1995 року, крім Ковальова в ньому фігурував близький до нього діяч Андрій Максимов. Потім кадри були продемонстровані на телебаченні.

## Кримінальна справа Ковальова
У лютому 1999 року його заарештували за обвинуваченням у привласненні фінансових коштів громадського фонду при Мін'юсті Росії, коли він був міністром, а також у незаконному зберіганні зброї та боєприпасів. У серпні 2000 року Генеральна прокуратура Російської Федерації затвердила обвинувальний висновок і направила до суду кримінальну справу за звинуваченням Ковальова в отриманні хабарів та присвоєння коштів.
Як йшлося у матеріалах Слідчого комітету при МВС Росії, зі створеного Ковальовим у 1994 році «Фонду громадського захисту цивільних прав» було викрадено понад 1 млрд неденомінованих рублів, з яких понад 740 млн було перераховано на його особисті рахунки. Крім того, «матеріалами кримінальної справи встановлено, що Ковальов, обіймаючи у 1995—1997 роках пост міністра юстиції, неодноразово отримував у великих розмірах хабарі як грошима, так і квартирами та земельними ділянками».
3 жовтня 2001 року рішенням Московського міського суду був засуджений до 9 років позбавлення волі умовно з випробувальним терміном 5 років. Ковальова та Андрія Максимова визнали винними в розкраданні ввіреного майна і неодноразовому отриманні хабарів у великому розмірі.
Також відповідно до вироку суду Ст. А. Ковальов був позбавлений раніше присвоєних йому класного чину державного радника юстиції Російської Федерації та почесного звання «Заслужений юрист Російської Федерації».

### Валентин Ковальов у «Матроській Тиші»
«Потрапив Ковальов у „Матросскую тишину“, у так званий 9-й корпус. Корпус цей дещо відрізнявся від інших. Мав своє начальство, яке не підпорядковується керівництву в'язниці, свої порядки та окрему обслугу, що складається лише з військових. Якщо у всіх „нормальних“ в'язницях „баланду“ роздають зеки з „госпобслуги“, то тут цю функцію виконували військові. Звісно, жодних „доріг“, „пошти“ і взагалі „заборон“ як таких у цьому корпусі не було (і, кажуть, не водиться досі). „Заїхавши“ до в'язниці, і ставши зеком, колишній міністр почав качати права. Не встигли, мабуть, зникнути його вільні звички. Так от: сидить він у камері й качає права з „мусорами“. Прикро стало дядькові: він — міністр, а вони — шушера, і раптом таке ставлення до нього. Міністр він, звичайно, міністр, але є одна тонкість — колишній і до того ж той, хто потрапив до в'язниці, а отже, людина другого сорту. Він кричить, а вони його ігнорують».

### Історія з «віями» на вікнах камери
До 2003 року на вікнах (крім ґрат) були додатково наварені так звані «війки» — залізні «жалюзі» зовні вікна. Вони дозволяли підслідним дивитися у вікно лише вниз і ускладнювали міжкамерний зв'язок. Пізніше їх заборонили у зв'язку із практикою ЄСПЛ та діяльністю правозахисників.
«Війки» вкрай обурили колишнього міністра юстиції Валентина Ковальова, який втратив посаду і за підозрою в розкраданні коштів створеного ним же «Фонду громадського захисту цивільних прав» опинився в «Матросской Тишине». Ковальов дуже голосно обурювався, що «війки» на вікнах неприпустимі, тому що обмежують доступ у камеру сонячного світла і свіжого повітря. Колишньому міністру надали документ, що підтверджує законність «війок», — підписане ним же відомче розпорядження.
«Як Ковальова не хватив удар — залишається загадкою, але геморой у нього після цього страшенно загострився. Що ж, у „системі“ і не таке буває».

## Звання
- Полковник внутрішньої служби
- Академік Міжнародної Слов'янської Академії; віцепрезидент міжнародної організації «Парламентська асамблея Чорноморського економічного співробітництва»